# Прапор Буркіна-Фасо
Прапор Буркіна-Фасо — один з офіційних символів держави Буркіна-Фасо. Прийнятий 4 серпня 1984 року.
Державний прапор Буркіна-Фасо прийнятий 4 серпня 1984, після військового перевороту (названого революцією), який привів до влади капітана Томаса Санкару (останній також перейменував країну в Буркіна-Фасо з Верхньої Вольти і написав гімн країни). Прийняття прапора було одним з епізодів в курсі уряду Санкари на революційний розрив з колоніальним минулим.
Прапор являє собою дві горизонтальні смуги, червону зверху і зелену знизу, посередині розташована жовта п'ятипроменева зірка. Червоний колір символізує революцію, зелений — багаті природні ресурси країни, а жовта зірка — провідне світло революції (пізніша інтерпретація — мінеральні багатства). Крім того, зелений, жовтий і червоний також є панафриканськими кольорами.

## Конструкція прапора
|                     |
| Конструкція прапора |